# Société anonyme anti-crime
Pour plus de détails, voir Fiche technique et Distribution.
Société anonyme anti-crime (La polizia ringrazia) est un film italo-allemand réalisé par Steno, sorti en 1972.

## Synopsis
Alors que la ville de Rome est victime de la corruption, le commissaire Bertone s'obstine à faire son métier dans la Police criminelle. Il se met à enquêter sur une série de meurtres dont les victimes sont des gangsters relâchés par la justice. Si la population approuve ces méthodes, Bertone tient à découvrir qui est responsable de ces massacres. Son enquête le conduit bientôt à un groupe de rassemblements de l'extrême droite faisant sa propre justice...

## Fiche technique
Sauf indication contraire, les informations mentionnées dans cette section peuvent être confirmées par la base de données cinématographiques IMDb,  présente dans la section « Liens externes ».
- Titre original italien : La polizia ringrazia ou Ipotesi del capo della squadra omicidi
- Titre allemand : Das Syndikat
- Titre français : Société anonyme anti-crime ou Avec les remerciements de la police[1]
- Réalisation : Steno
- Scénario et histoire : Steno et Lucio De Caro
- Directeur de la photographie : Riccardo Pallottini
- Montage : Jutta Brandstaedter et Roberto Perpignani
- Musique : Stelvio Cipriani
- Décors : Nicola Tamburro
- Production : Roberto Infascelli, Dieter et Peter Geissler
- Genre : Policier et drame
- Pays :  Italie,  Allemagne de l'Ouest
- Durée : 99 minutes
- Date de sortie :
  - Italie : 25 février 1972
  - Allemagne de l'Ouest : 17 novembre 1972
  - France : 26 février 1975[1]

## Distribution
- Enrico Maria Salerno (VF : Edmond Bernard) : le commissaire Bertone
- Mariangela Melato (VF : Béatrice Delfe) : Sandra
- Mario Adorf (VF : Gérard Dessalles) : le procureur Ricciuti
- Franco Fabrizi (VF : Claude d'Yd) : Francesco Bettarini
- Cyril Cusack (VF : Henri Crémieux) : le superintendant Stolfi
- Laura Belli (VF : Francine Lainé) : Anna Maria Sprovieri
- Jürgen Drews (VF : Bernard Murat) : Michele Settecamini
- Corrado Gaipa (VF : Jean-Henri Chambois) : Armani, l'avocat-maître
- Giorgio Piazza (VF : Jean-François Laley) : le secrétaire de justice
- Ezio Sancrotti (VF : Jean-Pierre Duclos) : le commissaire Santalamenti
- Pietro Tiberi : Mario Staderini
- Diego Reggente : un journaliste
- Ada Pometti : la sœur de Staderini
- Sergio Serafini : un journaliste
- Gianni Solaro (VF : Jacques Berthier) : le chef de la police
- Fortunato Cecilia (VF : Maurice Sarfati) : l'informateur

## Production
Le critique du cinéma italien Roberto Curti a déclaré que de nombreux critiques considèrent le film Société anonyme anti-crime comme l'initiateur du genre cinématographique poliziottesco,,,. Curti a estimé que Société anonyme anti-crime n'était qu'une suite logique de Confession d'un commissaire de police au procureur de la république de Damiano Damiani. Le film est crédité sous le nom Stefano Vanzina, la première fois dans sa carrière que Vanzina abandonne son pseudo habituel de Steno qu'il utilisait depuis 1949. Le film représente également un changement drastique par rapport à la production habituelle de Steno qui consistait principalement en des comédies.

### Tournage
Le scénario est écrit par Lucio De Caro et Steno,. Steno déclare que le scénario avait été écrit à l'origine pour un autre réalisateur, mais qu'« à l'époque, mes collègues avaient peur de dire du mal de la police ». Le rôle principal du film est confié à Enrico Maria Salerno, mais il avait été proposé à l'origine à Lando Buzzanca, l'un des plus célèbres humoristes italiens de l'époque. Le film est tourné au Centro Incom de Rome et en extérieurs à Rome.

## Exploitation
Société anonyme anti-crime sort en Italie le 25 février 1972, distribué par P.A.C.. Il rapporte un total de 1 696 360 000 lires pour 4 163 000 entrées lors de sa sortie nationale ce qui le place en 19e position du box-office Italie 1971-1972. Curti fait remarquer qu'il s'agit d'un succès inattendu. Il sort dans le pays coproducteur d'Allemagne de l'Ouest le 17 novembre 1972 sous le titre Das Syndikat.